# Mona Pivniceru
Mona Maria Pivniceru (n. 9 septembrie 1958, Huși, Vaslui, România) este o politiciană română, juristă și magistrat, profesor universitar. În perioada 23 august 2012-27 martie 2013 a fost Ministru al Justiției, în Guvernul Ponta. În perioada 2013-2022 acesta a ocupat funcția de judecător al Curții Constituționale.

## Cariera profesională
Din 1982, Mona Pivniceru este absolventă a Facultății de Drept a Universității "Al I. Cuza" Iași, iar doi ani mai târziu a promovat examenul în avocatură. În 1991 a intrat în magistratură, iar în 1999 a obținut doctoratul în drept la aceeași universitate. În 2000, a fost admisă la doctorat în specializarea Drept civil în cadrul Facultății de Drept din Universitatea București. În perioada 1997-2007 a fost conferențiar universitar la Universitatea "Al. I. Cuza" din Iași. În 2007, a devenit profesor universitar și îndrumător doctoral pentru disciplinele Drept internațional public, Protecția juridică a drepturilor omului, Convenția Europeană a Drepturilor Omului și Practica CEDO - Master științe penale. A obținut al doilea doctorat în 2008, în cadrul Universității București.
A predat aceste discipline până în anul 2010, la Universitatea "Al. I. Cuza" din Iași.
După absolvirea Facultății de Drept a Universității din Iași, în 1982, Mona Pivniceru și-a început cariera profesională, lucrând ca avocat în Baroul Vaslui. A activat apoi ca judecătoare la Judecătoria Iași, iar doi ani mai târziu a fost numită magistrat la Tribunalul Iași. Membru al Asociației Magistraților din România din 1994, în perioada 2008-2011 a fost președintele asociației.În 1999 a devenit magistrat la Curtea de Apel București, păstrând funcția timp de 10 ani. A fost aleasă mai apoi judecătoare la Înalta Curte de Casație și Justiție. Din decembrie 2010 până în iulie 2011 a activat la Secția civilă și de proprietate intelectuală a instanței supreme. La 23 iulie 2011, și-a dat demisia din toate funcțiile ocupate până atunci, ea fiind aleasă judecătoare la Consiliul Superior al Magistraturii, ocupând funcția până la 23 august 2012. Ministru al Justiției din 23 august 2013 până la 26 martie 2013, în cabinetele Ponta I și Ponta II. La sfârșitul lui martie 2013, a devenit judecătoare la Curtea Constituțională a României.
La data de 23 august 2012, Mona Pivniceru a fost numită ministru al Justiției de către președintele interimar al României, Crin Antonescu, la propunerea primului ministru Victor Ponta, după ce și-a prezentat demisia din funcția de membru al Consiliului Superior al Magistraturii și din cea de judecător la Înalta Curte de Casație și Justiție pentru a putea deveni membru al executivului. Decizia de a demisiona a survenit ca urmare a faptului că, în conformitate cu Constituția României, funcția de judecător este incompatibilă cu orice altă funcție publică sau privată, inclusiv cu cea de ministru, iar simpla delegare a sa nu era suficientă pentru a înlătura incompatibilitatea.
Mona Pivniceru a depus jurământul, în calitate de ministru al justiției, joi, 23 august 2012, la orele 17.30. La data de 27 martie 2013 a demisionat din funcția de ministru pentru a deveni judecător la Curtea Constituțională, fiind aleasă de către Senat.